# كارل كاسبر
كارل كاسبر (بالإنجليزية: Carl Casper)‏ هو عسكري أمريكي، ولد في 22 فبراير 1893 في Rehden ‏ في ألمانيا، وتوفي في 25 أغسطس 1970 في ميونخ في ألمانيا.